# Олімпія-85 (Бішкек)
«Олімпія-85» (кирг. Олимпия-85) — киргизський футбольний клуб, який представляє Бішкек.

## Історія
Футбольний клуб «Олімпія-85» було засновано в 1985 році в місті Бішкек. У 2001 році команда брала участь в Кубку Киргизстану й дійшла до 1/16 фіналу, на цій стадії команда відмовилася від участі в турнірі, тому їй була зарахована технічна поразка від клубу «Азамат-ОКХ-Росія» (с.Сретенка). В 2003 році команда дебютувала у групі Б вищого дивізіону чемпіонату Киргизстану та посіла в ньому 9-те місце.

## Досягнення
- Топ-Ліга (група Б)
  - 9-те місце (1): 2003

- Кубок Киргизстану
  - 1/16 фіналу (1): 2001